# Ярослав Веров
Ярослав Веров — коллективный псевдоним украинских русскоязычных писателей-фантастов Глеба Владимировича Гусакова и Александра Вячеславовича Христова.

## Творческое направление
Работает Веров в направлении научной фантастики, философской мистики, психологической прозы, юмористической фантастики. Причем, в случае Ярослава Верова под юмористической фантастикой может скрываться литературный анекдот, добрая ирония, тонкая пародия, ядовитый сарказм, мрачный гротеск…
Ярослав Веров — экспериментатор. Он любит смешивать в своих произведениях абсолютно разные направления. Яркий пример смеси мистики и фантастической сатиры — роман «Господин Чичиков» .

## Авторы

### История псевдонима
В 1995 году трое молодых учёных — Глеб Гусаков, Александр Христов и Алексей Мухин — решили заняться писательской деятельностью. Они взяли себе творческий псевдоним «Три графомана» — по аналогии с «Тремя мушкетерами», «Тремя товарищами», «Тремя богатырями»… Однако издателям такой креатив пришелся не по вкусу. Поэтому соавторы после недолгих раздумий сменили псевдоним на «Ярослав Веров». А предыдущий — «Три графомана» — все равно вскоре утратил актуальность, так как Алексей Мухин покинул коллектив в 2001 году.
Первая публикация: Три Графомана. «По велению души» // «Порог», № 10, 1999 г., Кировоград

### Глеб Владимирович Гусаков
Родился 23 октября 1966 года в Донецке. В 1990 году окончил Донецкий политехнический институт, в 1993 — аспирантуру Донецкого физико-технического института (ДонФТИ) по специальности «Физика твердого тела». Сейчас работает в ДонФТИ на должности ведущего инженера. В 1988 году женился, в 1991 родилась дочь Ксения.
Глеб Гусаков — известный реставратор икон. Автор книг «Всем Скорбящим Радость. Иконы XVI—XX вв. В частных собраниях г. Донецка» и «Благовещение. Хроники спасенного иконостаса» (обе — в соавторстве с Олегом Мечиславовичем Здановичем).
Гусаков является соучредителем и ведущим редактором книжного издательства Снежный Ком М, а ещё — директором фестиваля фантастики «Созвездие Аю-Даг» и литературного семинара «Партенит».

### Александр Вячеславович Христов
Родился в 1966 году. Получил образование физика-теоретика в Донецком государственном университете в 1990 г., кандидат физико-математических наук. В настоящее время[уточнить] — младший научный сотрудник в ДонФТИ.

### Веров-Минаков
В 2006 году Глеб Гусаков, оставаясь под псевдонимом Веров, составил новый соавторский дуэт с Игорем Валерьевичем Минаковым. Веров-Минаков работал в жанре твёрдой научной фантастики. Веров-Минаков одним из первых начал возрождать научную фантастику, пришедшую в русскоязычной литературе в упадок.
Соавторы выпустили романы «Десант на Сатурн, или Триста лет одиночества» (2008), «Десант на Европу, или Возвращение Мафусаила» (2008), сборник «Операция „Вирус“» (2010) и повесть Cygnus Dei (2010).
В 2013 году соавторы удостоились премии «Меч Бастиона» — вручается по решению Коллегии ЛФГ[уточнить] «Бастион», за особые заслуги в развитии фантастики.

### Книжные публикации. Романы и повести
- 2002 Роман «Хроники Вторжения»
- 2003 Повесть «Мыслеход» (сб. «Все флаги»)
- 2005 Роман «Господин Чичиков»[15].
- 2007 Роман «Завхоз Вселенной»
- 2008 Роман «Десант на Сатурн, или Триста лет одиночества» (Ярослав Веров, Игорь Минаков).
- 2008 Роман «Десант на Европу, или Возвращение Мафусаила» (Ярослав Веров, Игорь Минаков)
- 2008 Повесть «Немецкая сказка» (сборник «Возвращение Ктулху»)
- 2010 Повесть «Ключ к свободе» (Ярослав Веров, Игорь Минаков, сборник «Герои. Новая реальность»)
- 2010 Авторский сборник «Операция „Вирус“»[14] (Ярослав Веров, Игорь Минаков)
- 2010 Роман «Третья Концепция Равновесия»
- 2010 Повесть «Cygnus Dei» (антология «Бозон Хиггса», Ярослав Веров, Игорь Минаков)
- 2011 Роман «Двойники»
- 2011 Роман «Господин Чичиков» (переиздание в авторской редакции, изд-во «Шико»)
- 2011 Роман «Господин Чичиков» (подарочное издание, коллекционная серия «Звёздный мост»[16]).
- 2012 Роман «Мэон и маленькие городки Земли»
- 2013 Повесть «Отель для троглодита» (антологии «Ускоритель» и «Настоящая фантастика-2013», Ярослав Веров, Игорь Минаков).
- 2014 Повесть «Горячее лето восемьдесят третьего» (антология «Лабиринт Мёбиуса»)

### Книжные публикации. Рассказы, пьесы, поэзия
- 2009 НФ-пьеса «Физика везения» (сборник «Настоящая фантастика-2009»)
- 2010 Рассказ «Механизм раскрутки» (сборник «Русская фантастика-2010»)
- 2010 Стихотворение «Мой Франкенштейн» («Мистическая Механика»)
- 2010 Рассказ «Боевой Алфавит» («Настоящая Фантастика-2010»)
- 2010 Рассказ «Бозон Хиггса» (антология «Бозон Хиггса»)
- 2011 Рассказ «Дама с собачкой» («Настоящая Фантастика-2011»[17])
- 2011 Рассказ «Нетрадиционный психоанализ», под псевдонимом Татьяна Паукова (антология «Феминиум»[18])
- 2012 Рассказ «Почти как люди» (сборник «Фантум-2012. Локальный экстремум»)
- 2012 Рассказ «Степная ромашка» («Антология Мифа-2011»)
- 2012 Рассказ «Привет из прошлого» (сборник «Настоящая Фантастика-2012»)
- 2013 Рассказ «Деньги» (сборник «Пиастры»)
- 2013 Рассказ «Критическая ошибка» («Русская фантастика-2013»)
- 2014 Рассказ «„Пираты“ ХХ-го века» («Настоящая фантастика-2014»)

### Аудиокниги
- 2010 Повесть «Операция „Вирус“» (Веров—Минаков) — М.: Издательский дом «Союз» (читает Сергей Чонишвили).
- 2011 Роман «Господин Чичиков» — М.: Издательский дом «Союз» (читает Александр Клюквин).

### Публикации в периодике
- 1999 Три Графомана «По велению души» (Порог. № 10)
- 1999 Три Графомана «Бой» (Порог. № 12)
- 2000 Три Графомана «Ксенофоб» (Порог. № 3)
- 2000 Три Графомана «Поединок» (Порог. № 5)
- 2000 Три Графомана «Вторжение» (Порог. № 7)
- 2000 Три Графомана «Высадка на Нептун» (Порог. № 10)
- 2000 «Новогодний подарок» (Порог. № 12)
- 2011 «Степная ромашка» (Порог. № 2)
- 2001 «Путь на Восток» (Порог. № 5)
- 2001 «Вторжение-2» (Порог. № 7)
- 2001 «Вторжение-2 (окончание)» (Порог. № 8)
- 2001 «Вторжение-3. Вторжение-4» (Порог. № 9)
- 2001 «Метаморфозы» (Порог. № 11)
- 2001 «Большая Свалка» (Уральский Следопыт. № 11)
- 2001 «Отчего гибнут киллеры» (Порог. № 12)
- 2002 «Боевой Алфавит» (Порог. № 2)
- 2002 «День нестабильности». (Порог. № 9)
- 2002 «Сказка о космонавте, жителе одного молодого звёздного скопления» (Порог. № 11)
- 2003 «Их нравы» (Порог. № 2)
- 2003 «Отчего умер…» (Порог. № 9)
- 2003 «Ловушка для магов», под псевдонимом Г. Енакиев, Л. Ростиславский (Интересная газета. № 10)
- 2003 «Отчего гибнут киллеры» («Полдень, XXI век».[19] № 5-6)
- 2004 Я. Веров, Л. Ростиславский «Прижизненная слава» (Реальность фантастики. № 5)
- 2004 Я. Веров, Л. Ростиславский «Физика везения» (Химия и Жизнь.[20] № 9)
- 2005 «Высадка на Нептун» («Химия и жизнь» № 6)
- 2006 «Ангел Мщения» («Реальный мир». № 1)
- 2009 «Никогда не отвечайте незнакомцам» (Наука и Жизнь.[21] № 12)
- 2010 Веров-Минаков «Cygnus Dei» (Если. № 9)
- 2011 Веров-Минаков «Дама с собачкой» (Популярная Механика.[22] № 1)

### Статьи, интервью
- 2004 «А дальше нас уносит во Вселенную». Интервью М. Корец («Труд» — 24.03.2004. -№ 22)
- 2005 «Г. Гусаков. Человек Земли» («Химия и Жизнь» № 8)[23]
- 2007 «Ярослав Веров избыточен, но пародий не пишет». Интервью В. Иванченко (Книжная Витрина. — № 11)
- 2008 «Романы на экспорт. Интервью О. Доровских» (Газета «24». № 50)
- 2008 «„Господин Чичиков“: духовная фантастика о Донецке». Интервью Т. Жуковой (Акцент. № 65).
- 2008 Я. Веров, И. Минаков. «НФ — „золотое сечение“ фантастики» (FANтастика. № 6)
- 2009 Я. Веров, И. Минаков. «На своем поле» («Если» № 3)
- 2009 Я. Веров, И. Минаков. «Жертвоприношение» («Полдень, XXI век» № 4)
- 2009 Г. Гусаков. «В начале будет Слово? Размышления по поводу фестиваля фантастики „ФантОР“» (Наука и Жизнь. № 9)[24]
- 2010 Я. Веров, И. Минаков. «Утоление жажды» («Если» № 4)
- 2013 Я. Веров. «Писатель, как измерительный прибор» (Настоящая фантастика 2013)
- 2014 Я. Веров. «Хищные вещи века или век голода и убийств» («Настоящая фантастика-2014»)

## Награды и премии
- 2002 — Интерпресскон. Премия в номинации «Сверхкороткий рассказ»
- 2003 — Звёздный мост. Лучшая дебютная книга. 1 место («Золотой Кадуцей»)[25]
- 2008 — Басткон. Премия «Чаша Бастиона». 3 место
- 2008 — Басткон. Премия «Бесобой»
- 2008 — Звёздный мост. Лучший цикл, сериал и роман с продолжением. 1 место («Золотой Кадуцей»)[26]
- 2009 — Бронзовый Икар. Лучшее художественное произведение
- 2009 — Серебряная стрела. Со-творение (лучшее соавторство)
- 2009 — Серебряная стрела. «Стремительный домкрат»
- 2009 — Басткон. Премия «Чаша Бастиона». 1 место
- 2011 — Басткон. Премия «Чаша Бастиона». 1 место
- 2012 — Созвездие Аю-Даг. Премия «Созвездие Малой Медведицы». 1 место
- 2013 — Басткон. Премия «Меч Бастиона».
- 2014 — Басткон. Премия «Чаша Бастиона». 2 место.
- 2014 — Созвездие Аю-Даг. Премия им. А. Грина "Золотая цепь"
- 2015 — Филигрань. Премия "Малая Филигрань"

### Интервью
- Глеб Гусаков: «Мощная научная фантастика — признак великой державы!». Интервью с писателем. Дата обращения: 29 июля 2012. Архивировано 12 декабря 2012 года.
- Глеб Гусаков: «Союз физика и лирика». Архивировано 12 декабря 2012 года.
- «Работа писателя — подглядывать и подслушивать» Интервью с Ярославом Веровым Архивная копия от 15 августа 2013 на Wayback Machine

### Рецензии на произведения Ярослава Верова
- Л. Р. Клягина. Жанровые вариации на классическую тему. Заметки о современных прочтениях Гоголя. Известия Уральского государственного университета, № 1/2 (63), 2009. Архивировано 17 декабря 2012 года.
- Конференция по русскому языку в Ялте — Невярович Н. Ю. о романе Ярослава Верова «Господин Чичиков». Архивировано 12 декабря 2012 года.
- Дмитрий Володихин о романе Ярослава Верова «Господин Чичиков». Дата обращения: 1 августа 2012. Архивировано 26 октября 2013 года.
- Рецензия журнала «Мир Фантастики» на роман Верова-Минакова «Десант на Сатурн, или Триста лет одиночества». Дата обращения: 29 июля 2012. Архивировано 12 декабря 2012 года.
- Рецензия журнала «Мир Фантастики» на роман Верова-Минакова «Десант на Европу, или Возвращение Мафусаила». Дата обращения: 29 июля 2012. Архивировано 12 декабря 2012 года.

### Прочее
- Веров Ярослав. Дата обращения: 11 марта 2022. Архивировано 7 февраля 2013 года. // Фантасты современной Украины. Энциклопедический справочник / под редакцией доктора филологических наук, профессора И. В. Чёрного. — Харьков: Издательский дом «Инвестор», 2007.
- Библиография автора. Дата обращения: 1 мая 2020. Архивировано 16 мая 2020 года.
- Статья о Глебе Гусакове (Ярославе Верове) в газете «Алуштинский вестник». Архивировано 12 декабря 2012 года.
- [www.livelib.ru/author/15547 Ярослав Веров]. Архивировано 12 декабря 2012 года.
- Партенит — чатланская планета. Дата обращения: 26 октября 2013. Архивировано 12 декабря 2012 года. — «Независимая газета» 27-10-2011